# Dromornis stirtoni
Dromornis stirtoni, fou un ocell membre de la família extinta dels dromornítids. És l'ocell no volador més gran conegut a través de fòssils. Mesurava tres metres d'alçada i pesava una mitja tona. Visqué en zones boscoses obertes subtropicals a Austràlia durant el Miocè superior, i podria haver estat carnívor. Pesava més que Aepyornis i era més alt que el moa. Degut al pobre registre fòssil de Dromornis australis (l'espècie tipus del seu gènere) i el gran buit en el temps entre les dues espècies de Dromornis, D. stirtoni podria ser eventualment reclassificat dins el gènere Bullockornis.
Aquesta espècie tenia un llarg coll i unes ales molt petites, que feien que no pogués volar. Les seves potes eren potents, però no es creu que hagués estat un corredor ràpid. El bec de l'ocell era gran i immensament potent, conduint els primers investigadors a creure que servia per a tallar les tiges de plantes dures. Tanmateix, altres han argumentat que la mida del bec suggereix que l'ocell era carnívor.